# Ókrug urbano
Un ókrug urbano (ruso: городской округ) es un tipo de subdivisión administrativa existente en Rusia. Se trata de áreas de pequeño tamaño pero con alta concentración poblacional, con al menos dos tercios de la población viviendo en ciudades o asentamientos urbanos, que por su importancia han adquirido el derecho a formar por sí solas un ayuntamiento al margen de los municipios rurales (raiones municipales u ókrugs municipales). Estas unidades municipales son subdivisiones de segundo nivel administrativo, por debajo de los sujetos federales a los que pertenecen. Las localidades con estatus de ciudad que forman un ókrug urbano se consideran el segundo tipo de localidad más importante del país, por debajo de las ciudades federales.
Estos municipios están regulados por la ley federal 131-ФЗ de 6 de octubre de 2003. Esta legislación les concede amplias competencias: todas las que ordinariamente correspondan a un municipio rural más aquellas que les puedan transferir específicamente la federación o los sujetos federales. Sin embargo, cada sujeto federal es libre de decidir a qué partes de su territorio le da este estatus, hasta el punto de que el término "ókrug urbano" es genérico y suele sustituirse por términos propios de cada sujeto como, por ejemplo, "ciudad de importancia regional" (город областного значения), "ciudad de importancia republicana" (город республиканского значения), "ciudad bajo jurisdicción de un krai" (город краевого подчинения) o "formación administrativa-territorial con estatus especial" (административно-территориальное образование с особым статусом). En cualquier caso, se garantiza que las áreas cerradas bajo jurisdicción federal se rigen por este estatus administrativo.
A 1 de enero de 2021, existen 633 territorios en Rusia con estatus de ókrug urbano.